# USS Kentucky (BB-66)
El USS Kentucky (BB-66) iba a ser el sexto y último acorazado clase Iowa construido por la Armada de los Estados Unidos, y era el segundo buque nombrado en honor al decimoquinto estado (el primero había sido el USS Kentucky (BB-6). Entre los acorazados clase Iowa, el Kentucky es notable por ser el último de ellos autorizado por el congreso de los Estados Unidos, además de ser el único de los buques de la clase considerado para reconstruirlo como plataforma de misiles guiados.
El casco BB-66 debería haber sido el segundo de los buques de la clase Montana, pero los cambios durante la Segunda Guerra Mundial hicieron que la armada de los Estados Unidos necesitara más acorazados para acompañar a los portaaviones clase Essex que iban a salir. Como resultado de ello, Kentucky terminó siendo ensamblado como el sexto Iowa a mitad de la guerra; esto le permitió ganar ocho nudos de velocidad, la capacidad de cruzar las esclusas el Canal de Panamá y el incremento del número de cañones antiaéreos; todo ello al coste de perder su blindaje adicional y una reducción en su artillería principal, pues estaba previsto durante su fase de diseño como acorazado de la clase Montana. 
Al igual que su gemelo, el USS Illinois (BB-65), el Kentucky continuaba aún en construcción al finalizar la Segunda Guerra Mundial y fue alcanzado por la reducción de fuerzas militares consiguiente. Su construcción fue suspendida en dos ocasiones, periodos durante los cuales sirvió como fuente de repuestos, hasta que fue vendido para desguace en 1958 tras fallar los intentos de completarlo como un acorazado lanzamisiles guiados.

## Antecedentes
El Kentucky fue uno de los acorazados rápidos diseñados en 1938 por la Subdivisión de Construcción y Reparación (Bureau of Construction and Repair), siendo el quinto de los seis buques autorizados de su clase. Su quilla fue puesta en los astilleros Norfolk Navy Yard de Portsmouth, Virginia el 6 de diciembre de 1944. Al igual que el Illinois, el Kentucky se diferenciaba del resto de los miembros de su clase, en que según su diseño, se fijó que todas las uniones, deberían ser hechas con soldadura autógena, eliminando de esta manera las uniones remachadas. Esto, conseguía un ahorro de peso en el blindaje, haciéndolo además más fuerte con respecto a las uniones de perno y roblón de los cuatro clase Iowa completados. Se planteó por tanto, dedicar el ahorro de peso a incrementar la protección contra torpedos hasta el nivel de los clase Montana, lo que incrementaba esta protección en torno a un 20 % Aunque esto último, finalmente fue rechazado.
Al igual que el resto de los miembros de su clase, la construcción del Kentucky, respondía a la necesidad de escoltas rápidos para los portaaviones de Clase Essex. Fueron concebidos en 1935, cuando la US Navy, inició estudios de diseño para la creación de una unos clase South Dakota ampliados, que no se atuvieran a las restricciones del segundo tratado naval de Londres. Los últimos cuatro acorazados clase Iowa (Missouri, Wisconsin, Illinois y Kentucky) no comenzaron a clarificarse hasta 1940, y en ese momento, el diseño de los Illinois y Kentucky los reflejaba como buques más grandes, más lentos y con 12 cañones de 406 mm Mark 7. Esta no fue la primera vez que se propuso cambios sobre los clase  Iowa; Cuando su diseño y construcción se clarificó, algunos responsables políticos, intentaron hacer ver que no eran necesarios más acorazados, y que se debían usar los cascos de los Iowas para terminarlos como portaaviones (lo que ya se había hecho con los cruceros de batalla USS Lexington (CV-2) y USS Saratoga (CV-3). Esto, fue detenido por el almirante Ernest King, jefe naval de operaciones.
A finales de 1939, llegó a ser evidente que la US Navy, necesitaba tantos acorazados rápidos como fuera posible, por lo que se decidió que el BB-65 y el BB-66 debían seguir el diseño de sus gemelos. Al mismo tiempo, la clase montana, que estaba previsto que comenzara con el BB-65, se le asignó empezar con el BB-67 y se ordenaron los dos nuevos Iowas como BB-65 y BB-66.

## Construcción

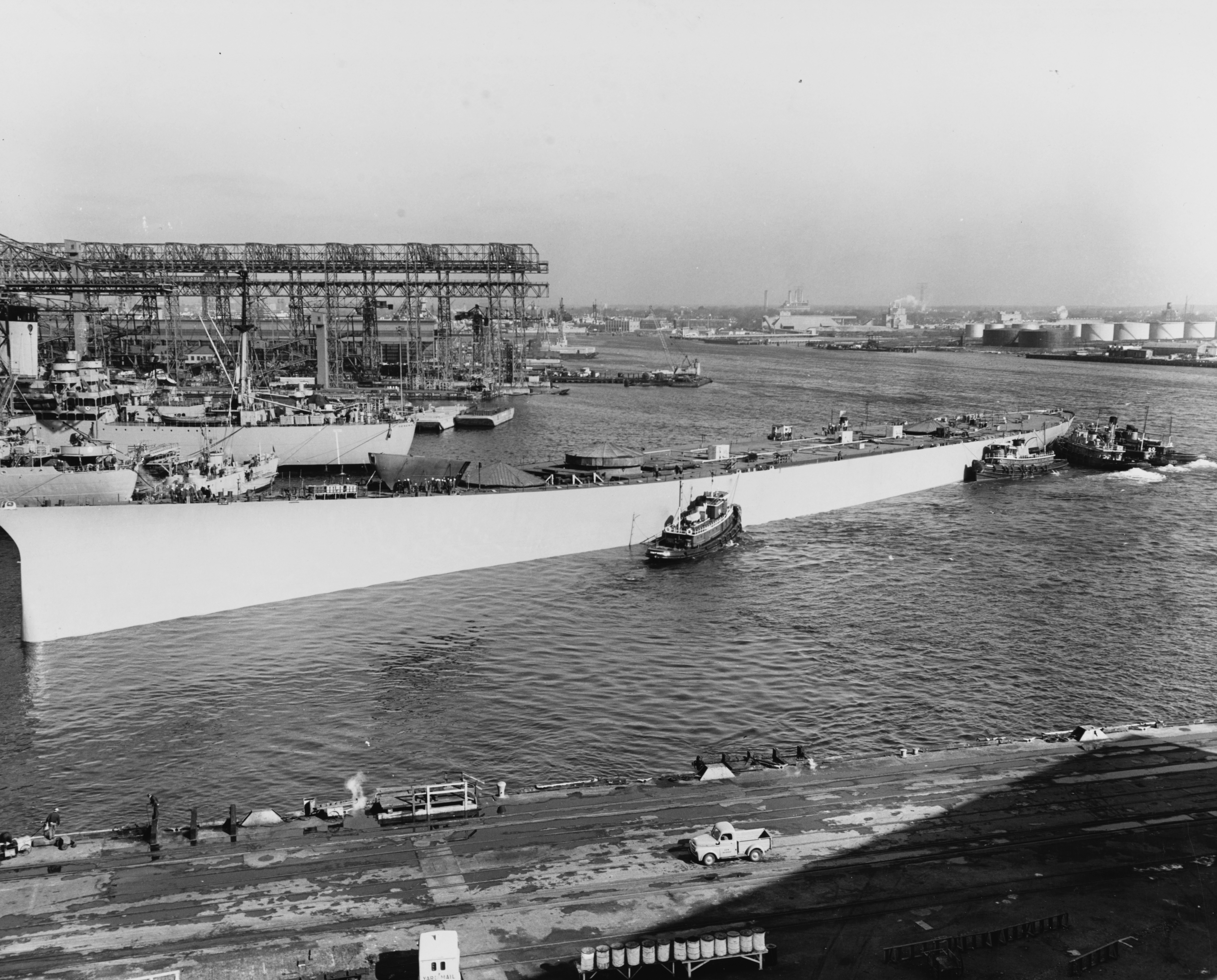
el Kentucky puesto a flote para liberar el dique.

La construcción del Kentucky está plagada de suspensiones. La primera tuvo lugar el  6 de junio de 1942 cuando la construcción del Kentucky fue suspendida, y su quilla retirada de la grada para atender otros buques más prioritarios. Su construcción se reinició el 6 de diciembre de 1944 con una nueva quilla, pero su esta, volvió a detenerse el 17 de febrero de 1947. Se reinició su construcción una vez más el 17 de agosto de 1948, y se canceló definitivamente el 20 de enero de 1950, momento en el que se puso a flote para dejar libre el dique seco par alas reparaciones del USS Missouri (BB-63), que había encallado en Hampton Roads.

## Destino
El Kentucky nunca fue completado y sirvió como repuesto para las naves de su clase entre 1950 y 1958. Durante este tiempo, surgieron planes que proponían completar el  Kentucky como acorazado lanzamisiles guiados (BBG) retirando la torre triple de 406 mm trasera e instalando en su lugar lanzamisiles. Partiendo de un acorazado cuyas obras estaban completadas al  73.1% (la construcción, se había detenido en la primera cubierta), la instalación de los sistemas de misiles, requerían únicamente adicionar los equipos, sin necesidad de reconstruir el acorazado para adicionar los sistemas necesarios. La adición de misiles a un acorazado, se llegó a realizar a bordo del acorazado   USS Mississippi (BB-41/AG-128) para probar los misiles terrier tras la Segunda Guerra Mundial. Más recientemente, a los cuatro Iowas finalizados, se les añadió la posibilidad de portar y lanzar misiles BGM-109 Tomahawk y RGM-84 Harpoon. El Concept art que proponía la conversión del Kentucky lo mostraba con un par de lanzadores RIM-2 Terrier, los cuales, se asemejan a los lanzadores gemelos dobles Mk. 26 que fueron instalados en los cinco primeros cruceros clase Ticonderoga a comienzos de la década de los 80. 

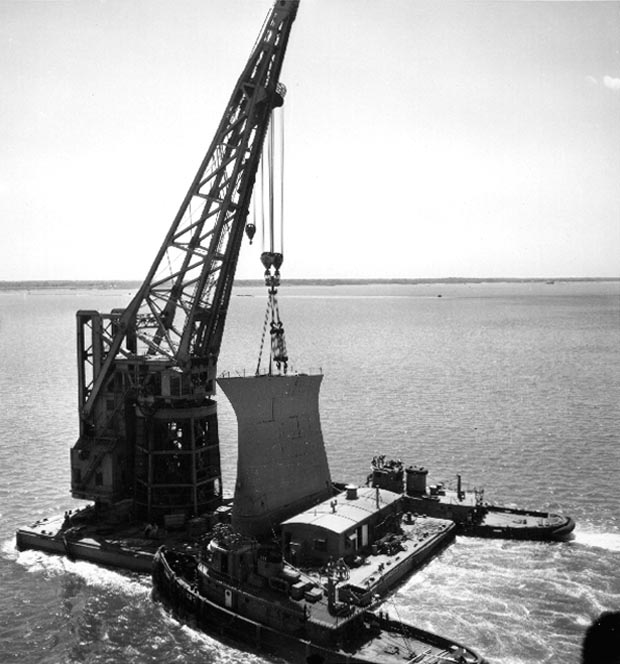
la proa del Kentucky rumbo al Wisconsin.

Entre mayo y junio de 1956, la proa del Kentucky’s fue retirada y transportada por una gran grúa  desde Newport News, Virginia, donde estaba almacenado, de vuelta al astillero de Norfolk, para ser usada en la reparación del USS Wisconsin (BB-64), que había resultado dañado en una colisión con el USS Eaton (DDE-510) el 6 de mayo de 1956. Se fabricó una nueva proa, pero nunca llegó a instalarse, y permaneció almacenada sobre la cubierta.
El Kentucky fue borrado del registro naval de buques el 9 de junio de 1958 y su casco incompleto, fue vendido para desguace a la Boston Metals Company de Baltimore, Maryland, el 31 de octubre.